# Temelin

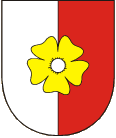
Herb

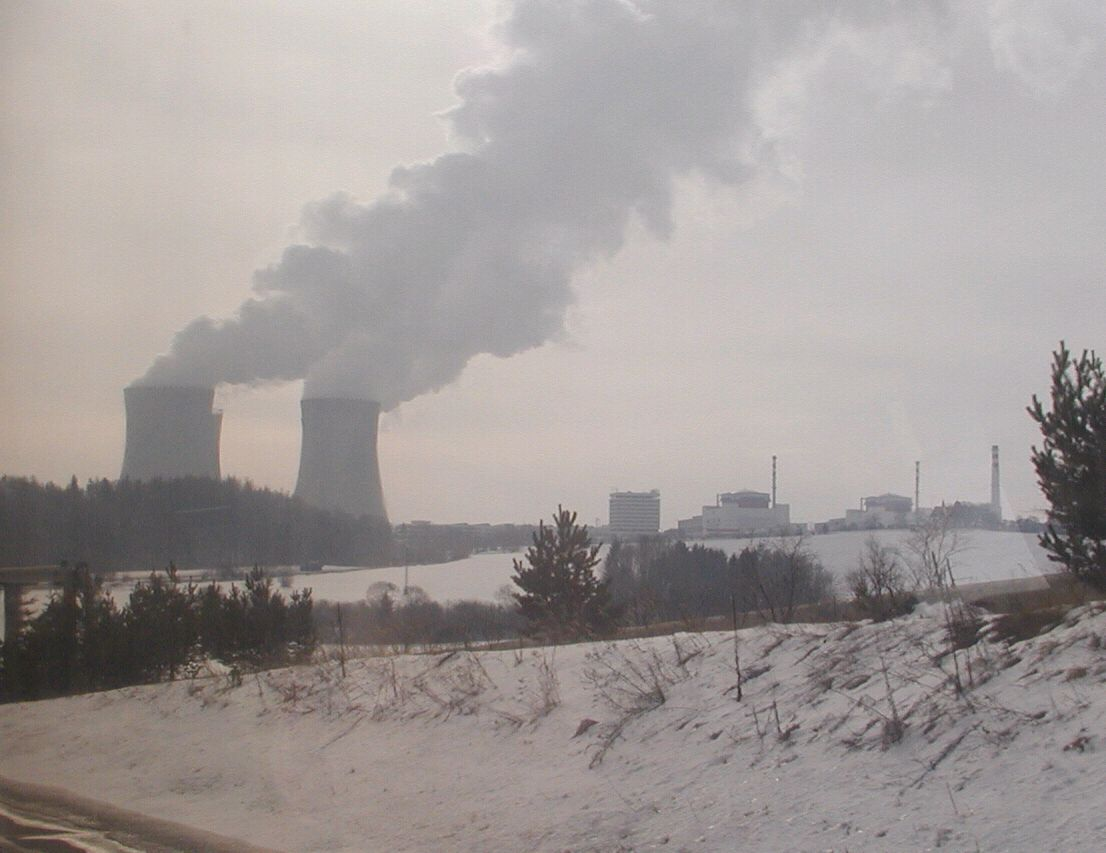
Temelíńska elektrownia jądrowa w zimowej scenerii

Temelin (cz. Temelínⓘ) – wieś w Czechach, w kraju południowoczeskim, powiat Czeskie Budziejowice, siedziba gminy Temelin. W 2004 roku zamieszkiwana przez 776 mieszkańców.
2 km od Temelina znajduje się jedna z dwóch czeskich elektrowni jądrowych - Elektrownia Jądrowa Temelín.